# 브루스 와이벨
브루스 케네스 와이벨(Bruce Kenneth Waibel, 1958년 7월 9일 ~ 2003년 9월 2일)은 여러 음악가와 밴드를 위해 연주한 미국의 음악가였다. 그는 마지막으로 록 밴드인 파이어하우스에서 베이스 기타를 연주하며 투어를 한 것으로 기억된다. 그는 2003년에 사망했으며 그의 죽음은 자살로 판명되었다.

## 경력
브루스 와이벨은 1958년 7월 9일 리빙스턴 (뉴저지주)에서 태어났다. 어린 시절, 그는 플로리다주로 이사했다. 그는 9살 때 기타를 연주하기 시작했다.
1982년 와이벨은 그렉 올맨 밴드에 로디로 합류했다. 결국 그는 기타를 연주하기 시작했지만 밴드와 함께한 마지막 7년 동안 베이스 기타로 전환했다. 그는 그들과 함께 3개의 앨범을 녹음하여 두 개의 골드 레코드를 얻었다.
와이벨은 또한 마셜 터커, 캡틴 비욘드, 스티비 레이 본, 릭 데린저 등과 함께 공연했다. 그는 2000년에 빌 레버티(파이어하우스의 기타리스트)를 만나 그 해 밴드 오디션에 초대되었다. 그는 3년 동안 그들과 함께 연주하며 하나의 앨범(O2)을 녹음했다. 그는 가족과 더 많은 시간을 보내고 싶어서 2003년에 밴드를 떠났다. 그는 또한 레버티의 첫 솔로 앨범인 《Wanderlust》에서 베이스를 연주했다.
2003년 9월 2일, 와이벨은 플로리다주에 있는 친구의 집에서 사망한 채 발견되었다. 그는 막스 와이벨(1998년생)과 키멀리 와이벨 두 자녀를 두었다.